# Kvikne
Kvikne er en tidligere kommune i Innlandet i Norge, og nu fjeldbygd i vandskellet mellem Østerdalen og Trøndelag. Øverst i bygden har elven Orkla sit udspring. Længere mod syd rinder elven Tunna nedover mod Glomma.

## Kendte personer fra Kvikne
- Bjørnstjerne Bjørnson (1832–1910), forfatter, blev født på gården Bjørgan
- Mikael Bratbost (1861–1904), operasanger
- Ivar Simastuen visesanger